# Gunilla Wolde
Barbro Gunilla Kristina Brorsson Wolde (15. juli 1939 – 15. april 2015) var en svensk forfatter og illustrator. Hun skrev og illustrerede adskillige bøger til mindre børn, inklusive billedbøgerne om Totte og Emma (i de danske udgaver hedder hun Lotte). Bøgerne om Totte og Emma er blevet oversat til 14 sprog. I 2025 udkom filmen Lotte & Totte: Min første ven.
Hun var fra 1957 til 1964 gift med Rolf Gustafsson (1935–2004) og 1965–1999 med juristen Peter Wolde (1937–2004).
Wolde døde d. 15. april 2015 efter sygdom.